# Georg Michael Gaisser
Georg Michael Gaisser II. (* 16. September 1595 in Ingoldingen; † 19. August 1655 in Villingen) war ein Abt des Klosters St. Georgen im Schwarzwald, Prior des Klosters Amtenhausen und Priorat Rippoldsau und Chronikschreiber.

## Leben
In Ingoldingen trat er in das dortige Kloster ein, welches St. Georgen unterstand und wurde Mönch. 1621 wurde er Prior im Kloster Amtenhausen, 1627 Prior im Kloster Rippoldsau. Im gleichen Jahr, 1627, wurde er zum Abt des Klosters St. Georgen gewählt, das seit 1536 in der vorderösterreichischen Stadt Villingen Schutz gesucht und gefunden hatte. Er verstarb im Alter von 60 Jahren an der Gesichtsrose, unter der er lange gelitten hatte.

## Werk
Seine Tagebücher in zwei Bänden aus der Zeit von 1621 bis 1655 sind teilweise erhalten, Franz Simon von Pfaffenhofen erstand die Handschriften bei einem Schweizer Antiquar und übergab sie dem Karlsruher Archiv, sie wurden bereits zum Teil von Franz Joseph Mone in seiner Quellensammlung herausgegeben (S. 159 bis 528). Zum 900-jährigen Bestehen wurden 1984 durch den Villinger Stadtarchivar Josef Fuchs die Tagebücher in maschinenschriftlicher Vervielfältigung neu veröffentlicht.